# Старостина, Елена Алексеевна
Еле́на Алексе́евна Ста́ростина (17 мая 1964, Волгоград) — российская актриса, телеведущая и журналистка. Член регионального отделения Общероссийского народного фронта (ОНФ) в Московской области.

## Биография

### Студенческие годы
Родилась 17 мая 1964 года в Волгограде. С детских лет мечтала работать на телевидении.
Окончила Волгоградское музыкальное училище и Волгоградский инженерно-строительный институт. Карьеру телеведущей начала в 1986 году на Ульяновском телевидении. В 1990 году переехала в Москву и поступила на факультет журналистики Института молодежи при ЦК ВЛКСМ и Госкомтруде СССР, на курс Геннадия Селезнёва. За полтора года учёбы пробовала свои силы в качестве корреспондента на различных телеканалах, освещала темы моды, шоу-бизнеса, глянцевой прессы, политики, светской жизни. Однокурсником по Институту молодёжи был певец Сергей Любавин, носивший тогда фамилию Дедов.
В связи с сокращённым курсом обучения диплом об окончании Института молодёжи Госкомтруда РФ Старостина получила 31 декабря 1991 года.

### Карьера на телевидении
Работала на телевидении с 1992 по 2004 год:
1992—1994 — диктор РТР, специальный корреспондент студии «Политика» (телекомпания «Останкино»).
1994—1997 — ведущая телеканала «Деловая Россия» (РТР).
1998—1999 — ведущая информационных программ «Новости ТВ Центра», «Деловая Москва» и «Губернские известия» (ТВ Центр и Московия).
1999—2000 — ведущая «Новостей» (ОРТ), вела утренние и дневные, реже — вечерние выпуски. Была уволена по инициативе нового руководителя Дирекции информационных программ канала Сергея Горячёва.
2001—2003 — ведущая дневного информационно-познавательного телеканала «Дата» (ТВЦ).
2004 — ведущая ток-шоу «Принцип домино» (НТВ) в паре с Еленой Хангой. После истечения контракта по решению руководства телеканала на смену Старостиной пришла Дана Борисова.

### Карьера в кинематографе
Дебют Елены Старостиной в кино состоялся в 2002 году в сериале «Самозванцы». С 2005 года Старостина снимается в кино регулярно, в её активе роли во множестве кинофильмов и сериалов. В большинстве кинокартин Елене Старостиной достаются роли второго плана и эпизодические, однако в сериале «Любовь и прочие глупости» актриса сыграла одну из главных ролей.
- 2002 — Самозванцы; в роли телеведущей.
- 2005—2007 — Адвокат (3 сезон), серия «Смягчающее обстоятельство», в роли Марины
- 2006 — Моя прекрасная няня, в качестве камео
- 2007 — Судебная колонка; в роли диктора телевидения
- 2008 — След
- 2008 — Воротилы
- 2008 — Тушите свет
- 2008 — Москва. Три вокзала; в эпизодической роли Динары Хайруловны Яруллиной, бизнесвумен.
- 2010 — Путейцы-2
- 2010 — Любовь и прочие глупости; главная роль Сюзанны Степановны, администратора салона красоты
- 2011 — Дальнобойщики-3
- 2011 — Дар
- 2011 — Земский доктор. Продолжение, в роли Регины
- 2011 — Первый русский, в роли корреспондента в России
- 2012 — Шаповалов (Серия «Тёщина могила») в роли продюсера Татьяны
- 2012 — Детка, серия 1; в роли директрисы
- 2012 — Выхожу тебя искать 2; серия 6, в роли Дубровской
- 2012 — Развод; в роли Лиды
- 2013 — Ангел или демон — владелица модного агентства
- 2013 — До смерти красива; в роли Шульгиной
- 2013 — Дурная кровь; в роли психиатра
- 2013 — Бальзаковский возраст, Или все мужики сво… 5 лет спустя; эпизодическая роль
- 2013 — Розыск, серия 5; в роли Титаренко
- 2013 — Небо падших; в роли конкурсантки
- 2013 — Партия для чемпионки; в роли тренера
- 2014 — Бесы
- 2014 — Я больше не боюсь; в роли Шульц
- 2014 — Любить нельзя ненавидеть; эпизод
- 2015 — Эти глаза напротив; в роли Ларисы
- 2015 — Королева красоты; в роли Элины
- 2015 — Новая жена; в роли Лены Волковой
- 2015 — Рая знает; в роли клиентки Раисы
- 2016 — Семейные обстоятельства; в роли Паниной
- 2016—2017 — Ольга; в роли Нади
- 2017 — Доктор Рихтер — телеведущая
- 2017 — Наживка для ангела; в роли Марии
- 2017 — Неизвестный; в роли Елены Гусевой
- 2017 — Филфак — Ляхова
- 2018 — Прекрасные создания; в роли Илоны
- 2018 — Триггер — Ирина Николаевна, директор танцевальной школы
- 2019 — Критический возраст — клиентка
- 2020 — Великолепная пятёрка—3 — Логачева
- 2021 — Евгенич — Жанна Ворохова
- 2021 — По велению сердца — Люся
- 2022 — Возраст счастья — Тамара
- 2022 — Евгенич-2 — Жанна Ворохова

## Семья
Муж Олег Бачинский, сын Матвей.